# トレマーズ4
『トレマーズ4』（原題：Tremors 4: The Legend Begins）は、2004年に発売されたオリジナルビデオ。S・S・ウィルソンが監督を務め、マイケル・グロスが出演している。第1作『トレマーズ』の100年前を描いた前日譚である。

## あらすじ
1899年、ネバダ州の小さな町リジェクションは銀鉱山の採掘事業に携わる人々が落とすお金を唯一の収入源としていたが、銀鉱山で作業員が謎の生物に襲われて17人が死亡する事故が発生し、殆どの人々は町を立ち去ってしまう。そんな中、銀鉱山の所有者であるハイラム・ガンマーが駅馬車で町を訪れるが、彼は状況を把握しておらず護身用の銃すら持っていなかったので、残っていたクリスティーンたちに呆れられてしまう。次の日、ガンマーはフアンと共に残っていた作業員4人を連れて銀鉱山へ行き坑道内部を確認し、もうここは安全だと安易な判断を下す。日も暮れてきたので、その辺りでキャンプをはったその夜にグラボイドの幼体に襲われる。フアンは幼体1体を倒すが、彼とガンマー以外の作業員は全員殺されてしまい、ガンマーは凄腕のガンマンを雇ってグラボイドを退治しようと考える。
1か月後、ガンマン“黒手のケリー”が町を訪れる。ガンマーはケリーとフアンを連れて銀鉱山へ向かい、そこで銀鉱山から半年前に引いた温泉水によってグラボイドの卵4個が孵化したこと、フアンが1体倒したので残るグラボイドは3体であることを知る。3人はグラボイドを探す途中で壊れた馬車を発見し、幌の中で住民フレッドの死体を確認する。フレッドを弔った3人は、駅馬車が乗り入れる貨物駅で一夜を過ごすことにする。そこで成体に成長したグラボイドに襲われる。ガンマーとフアンは駆け付けたクリスティーンに助け出されるが、ケリーはグラボイドに殺されてしまう。ガンマーはグラボイドを倒すことは諦めてしまい、クリスティーンたちが引き留めるのを振り切り町を逃げ出してしまう。彼はそのまま故郷のフィラデルフィアへ帰ろうとするが、救援を求める住民たちの電信を聞き、武器を手に入れて町に戻ってくる。
ガンマーたちは町にグラボイドを誘き寄せて迎え撃ち、グラボイド2体を倒すことに成功する。しかし、彼らのやり方を学習した残り1体のグラボイドが逆襲を始めチャンの店が破壊され、クリスティーンとルー、フゥも襲われる。ガンマーは蒸気トラックのホイールとグラボイドを結び付け、巻き付けられたグラボイドは蒸気トラックに激突して死亡する。ガンマーは銀行の融資を得て銀鉱山を再開し、町を訪れる人々が減らないようにグラボイドの存在は秘密にすることをクリスティーンたちと約束する。ガンマーは町へ移住することに決め、町の名前も「リジェクション(拒絶)」から「パーフェクション(完璧)」に改名される。

## キャスト
※括弧内は日本語吹替
- ハイラム・ガンマー - マイケル・グロス（伊藤和晃）
- クリスティーン・ロード - サラ・ボッツフォード（英語版）（寺内よりえ）
- 黒手のケリー - ビリー・ドラゴ（斉藤志郎）
- フアン・パディラ - ブレント・ローム（鳥海勝美）
- テコパ - オーガスト・シェレンバーグ（五王四郎）
- フレッド - J・E・フリーマン（城山堅）
- ピヨン・チャン - ロウ・ミン（鳥畑洋人）
- ルー・チャン - リディア・ルック（滝沢ロコ）
- フゥ・チャン - サム・レー（阪口大助）
- ヴィクトール - ニール・コピット
- ブリック・ウォルターズ - マシュー・セス・ウィルソン
- ビッグホース・ジョンソン - ジョン・ディクソン
- ストーニー・ウォルターズ - ダン・レミュー（笠原幸之助）
- ソギー - ドン・ラフィン（星野充昭）

## 製作
ハイラムが使用するレミントン・アームズマークIIIのシングルショット10ゲージ拳銃は、史実では1915年から1918年にかけて生産されており、歴史的に正確な描写にはなっていない。スタンピード・エンターテインメントによると、「S・S・ウィルソンとマイケル・グロスはその拳銃を愛していて、とにかくそれを使うことに決めていました」という。シャープス銃のバッファロー・ライフルはファンが使用しており45-70口径だが、劇中ではハイラムが52口径と言及している。レミントンNo.1ローリング・ブロックはビヨンが使用している。コルト・ファイヤーアームズのガトリング砲は1900年以前に製造されたタイプが登場し、終盤でハイラムが使用し、同じくパントガンも彼が使用している。